# Lokalizacja przemysłu
Lokalizacja przemysłu (łac. locare – umieścić) – procedura wyboru miejsca dla określonej działalności gospodarczej. Korzystną lokalizacją możemy nazwać taką, w której walory (miejsca) i wymagania (przedsiębiorstwa) lokalizacyjne będą najlepiej dopasowane (taka lokalizacja umożliwia osiągnięcie maksymalnych zysków przy minimalnych stratach). Jednak walory i wymagania zmieniają się wraz z upływem czasu, efektem owych zmian może być relokacja (poszukiwanie nowego miejsca dla działalności gospodarczej) lub rekonwersja (poszukiwanie nowej działalności dla danej lokalizacji).

## Czynniki lokalizacji przemysłu
Czynniki lokalizacji przemysłu przetwórczego dzieli się zazwyczaj na przyrodnicze i pozaprzyrodnicze (społeczno-gospodarcze).
- Czynniki przyrodnicze:
  - baza surowcowa – stanowią ją surowce, jak i półprodukty. Najważniejsza baza surowcowa jest w przypadku przemysłu wydobywczego. Istnieją też zakłady przemysłowe, które dla obniżenia kosztów produkcji lokalizowane są w pobliżu bazy surowcowej (hutnictwo miedzi). Sąsiedztwo bazy surowcowej ma znaczenie też ze względu na obniżanie się wartości surowca w czasie transportu na dużych odległościach (przemysł spożywczy). Istnieją też zakłady z dala od bazy surowcowej (import z zagranicy), albo przeważają inne czynniki lokalizacji.
  - dostęp do wody – większość gałęzi przemysłu zużywa dużo wody. Lokalizacja z dala od rzek czy jezior podnosi koszty produkcji. Ważne dla przemysłu włókienniczego, papierniczego, spożywczego czy hutniczego.
  - klimat – ukształtowanie terenu, właściwości fizjograficzne – obecnie nie są one najważniejsze, bowiem zostały przełamane przez postęp naukowo-techniczny. Za przykład można wziąć górnicze miasta Alaski czy Syberii o bardzo niekorzystnych warunkach klimatycznych. Dzięki nowoczesnym metodom eksploatacji możliwe jest wydobycie surowców zalegających głęboko czy też znajdujących się pod dnem morskim.

- Czynniki pozaprzyrodnicze:
  - baza energetyczna – zakłady o energochłonnym profilu produkcji zlokalizowane są w sąsiedztwie elektrowni o dużej mocy. Są to huty metali nieżelaznych (np. huty aluminium – 18 tys. kWh na 1 t aluminium hutniczego), czy zakłady chemiczne, stosujące energochłonne procesy produkcji.
  - zasoby pracy – mimo postępującej mechanizacji przemysłu jest to nadal ważny czynnik. Opłacalna jest lokalizacja przemysłu na obszarach gdzie istnieje bezrobocie i nadwyżka siły roboczej (aspekt ilościowy czynnika pracy). Zmniejsza to koszty robocizny, jednakże pod warunkiem, że jednocześnie przeciętna wydajność pracy jest na poziomie zadowalającym. Dostęp do odpowiednio dużych i tanich zasobów pracy jest ważny w przemysłach pracochłonnych – np. włókienniczym, odzieżowym i skórzanym. Współcześnie coraz częściej rozpatrujemy czynnik pracy w ujęciu jakościowym. Siła robocza to też wykwalifikowana kadra, która jest bardzo poszukiwana (przemysł elektroniczny, elektrotechniczny).
  - rynek zbytu – lokalizacja blisko rynku zbytu oznacza niższe koszty przechowania i transportu, a także zmniejszenie strat i ubytków nietrwałych towarów, lepsze dostosowanie podaży do popytu. Można też prowadzić intensywną działalność reklamową. Czynnik ten jest szczególnie ważny dla lokalizacji przemysłu o wysokiej elastyczności dochodowej popytu oraz o dużej zmienności zapotrzebowania w rytmie tygodniowym lub dobowym – np. standardowe i nietrwałe rodzaje żywności. Ważne jest to dla przemysłu spożywczego, przemysłu przedmiotów codziennego użytku (odzieżowy, obuwniczy) oraz przemysłu o wąskim kręgu odbiorców – (specjalistyczne maszyny i urządzenia).
  - infrastruktura techniczna – obejmuje sieć komunikacyjną, energetyczną i wodno-kanalizacyjną, oczyszczalnie ścieków, rurociągi i gazociągi.
  - zaplecze naukowe – ośrodki naukowo-badawcze, uczelnie, szkoły kształcenia zawodowego, obecność wykwalifikowanej kadry.
  - korzyści aglomeracji zakładów przemysłowych – skupienie wielu zakładów przemysłowych o różnych specjalnościach umożliwia współpracę naukowo-techniczną, wymianę doświadczeń, specjalizację produkcji, wymianę towarową. Aglomeracja stanowi duży rynek zbytu i zapewnia siłę roboczą. Ważny jest też aspekt ekologiczny. Coraz częściej planując budowę fabryk bierze się pod uwagę potencjalne zagrożenie terenów o walorach przyrodniczych, turystycznych i uzdrowiskowych.

- Czynniki specjalne:
  - stopień ryzyka i stabilność gospodarki
  - przepisy prawne, celne itd.
  - ulgi podatkowe
  - polityka miejscowej administracji
  - wpływ związków zawodowych

## Rodzaje lokalizacji przemysłu
- swobodna – masa surowców potrzebnych do produkcji jest mniejsza niż masa produktu finalnego (np. przemysł precyzyjny).
- związana – masa surowców potrzebnych do produkcji jest większa niż masa produktu końcowego (np. cukrownia).
- przymusowa – wydobywanie surowców jest zależne od obszaru ich występowania (np. przemysł wydobywczy).